# As the Crow Flies
As the Crow Flies (originaltitel: Kus Uçusu) är en turkisk dramaserie som hade premiär den 3 juni 2022, skapad av Meriç Acemi. Seriens andra säsong hade premiär den 14 december 2023. En tredje säsong hade premiär på Netflix den 11 april 2024.

## Handling
Serien kretsar kring en ung kvinna som börjar jobba som praktikant på en nyhetsredaktion. Snart tar hennes avundsjuka och uppmärksamhetsbehov över.

## Rollista (i urval)
- Miray Daner – Aslı Tuna
- İbrahim Çelikkol – Kenan Sezgin
- İrem Sak – Müge Türkmen
- Burak Yamantürk – Selim Kıran
- Defne Kayalar – Gül Simin
- Zafer Ergin – Sulhi
- Şifanur Gül – Güliz Tümer
- Eren Çiğdem – Enver
- Demircan Kaçel -Yusuf Tunca
- Merve Hazer – Nihan
- Bülent Çetinaslan – Ali